# Болотник (растение)
Боло́тник, или Водяна́я звёздочка, или Красовла́ска (лат. Callítriche) — род цветковых растений семейства Подорожниковые (Plantaginaceae).

## Ботаническое описание

### Вегетативные органы

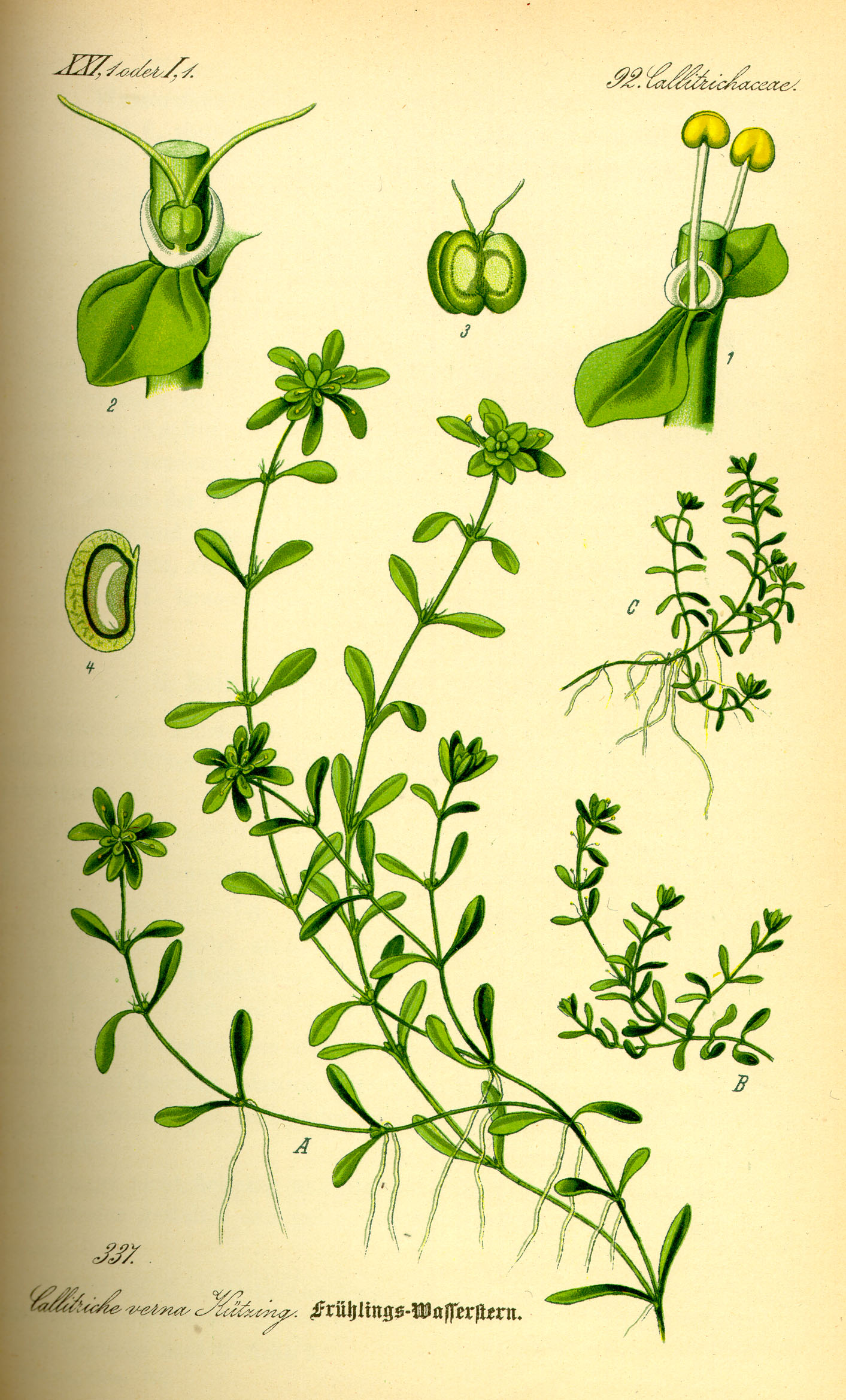
Болотник болотный (Callitriche palustris).

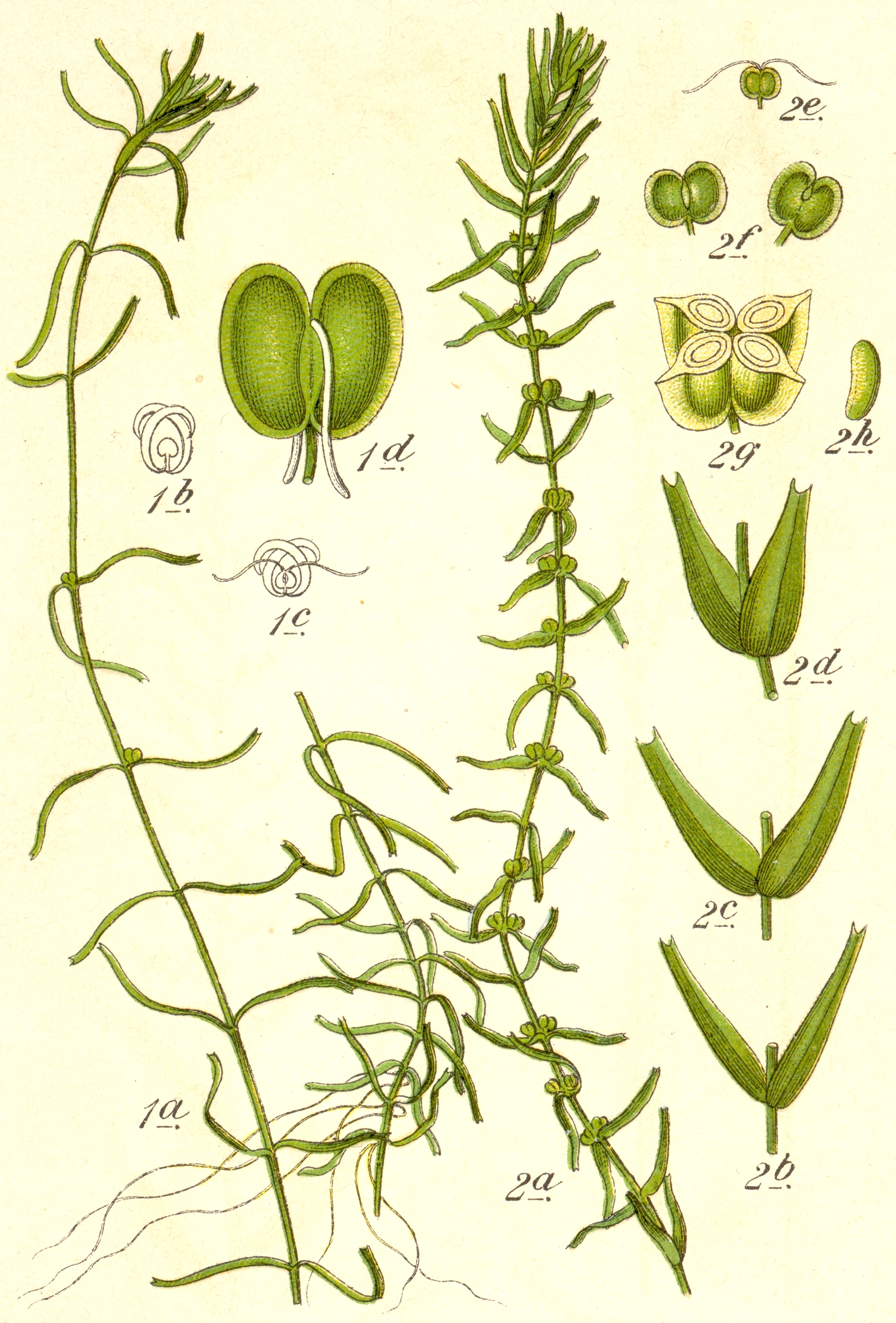
Некоторые виды рода Болотник. 1 — болотник крючковатый (Callitriche hamulata), 2 — болотник обоеполый (Callitriche hermaphroditica)

Многолетние травянистые растения, стелющиеся по земле или же полностью или частично погружённые в воду. Побеги нитевидные, с супротивными листьями или безлистые. Форма листьев зависит от расположения растения. Так, растения, обитающие около поверхности воды, имеют ланцетные или линейные блестящие листья и длинные междоузлия. Растения, у которых верхушки побегов находятся над поверхностью воды, имеют короткие междоузлия, а их эллиптические или лопатовидные листья собраны в розетки. Наземные растения обладают в основном овальными или почти круглыми листьями. В пазухах на верхушках стеблей имеются железистые чешуйки, сами верхушки побегов и листья покрыты чешуевидными трихомами.

### Генеративные органы
Двудомные или однодомные растения. Однополые цветки располагаются в листовых пазухах, одиночно или парами из мужского и женского цветка. Околоцветник отсутствует, два прицветника в форме полумесяца или также отсутствуют. Мужские цветки обычно состоят из одной (реже до 3) тычинки с тонкими тычиночными нитями и почковидными пыльниками. В женских цветках два плодолистика сливаются с образованием верхней завязи, делящейся ложными перегородками на 4 части. В каждой такой части находится единственная анатропная яйцеклетка. Два или три столбика имеют нитевидную форму.
Плод вскрывается с распаданием на четыре односемянных плода. Семена снабжены сочным эндоспермом, распространяются водой (гидрохория).

## Ареал и местообитание
Произрастает в пресных водоёмах по всему миру в умеренном климате.

## Классификация
В более ранних классификациях род Болотник выделялся в отдельное семейство Боло́тниковые, или Красовласковые (лат. Callitrichaceae). В системах APG II-IV род включается в семейство Подорожниковые (Plantaginaceae).

### Таксономия[3]
Callitriche L., 1753, Sp. Pl. : 969
Род Болотник относится к семейству Подорожниковые (Plantaginaceae) порядка Ясноткоцветные (Lamiales). Кладограмма в соответствии с Системой APG IV по состоянию на июнь 2023 года:
|  |                                      |  |                                   |                                   |                          |  | ещё 23 семейства |               |               |                                                             |
|  |                                      |  |                                   |                                   |                          |  |                  |               |               | 78 подтвержденных видов и 12 видов, ожидающих подтверждения |
|  |                                      |  |                                   | порядок Ясноткоцветные            |                          |  |                  |               | род Болотник  |                                                             |
|  |                                      |  |                                   | порядок Ясноткоцветные            |                          |  |                  |               | род Болотник  |                                                             |
|  | отдел Цветковые, или Покрытосеменные |  |                                   |                                   | семейство Подорожниковые |  |                  |               |               |                                                             |
|  | отдел Цветковые, или Покрытосеменные |  |                                   |                                   |                          |  |                  |               |               |                                                             |
|  |                                      |  | ещё 63 порядка цветковых растений | ещё 63 порядка цветковых растений |                          |  |                  | ещё 105 родов | ещё 105 родов |                                                             |
|  |                                      |  |                                   | ещё 63 порядка цветковых растений |                          |  |                  |               | ещё 105 родов |                                                             |

### Виды
В состав рода включается 78 подтвержденных видов, некоторые из них:
- Callitriche albomarginata Fassett — Болотник белоокаймлённый
- Callitriche antarctica Engelm. ex Hegelm. — Болотник антарктический
- Callitriche aucklandica R.Mason — Болотник оклендский
- Callitriche brutia Petagna — Болотник ножкоплодный
- Callitriche christensenii Christoph. — Болотник Кристенсена
- Callitriche compressa N.E.Br. — Болотник сплюснутый
- Callitriche cophocarpa Sendtn. — Болотник короткоплодный
- Callitriche cycloptera Schotsman — Болотник окружнокрылый
- Callitriche deflexa A.Braun ex Hegelm. — Болотник наклонённый
- Callitriche glareosa Lansdown — Болотник галечный
- Callitriche hamulata Kütz. ex W.D.J.Koch — Болотник крючковатый
- Callitriche hermaphroditica L. — Болотник обоеполый, или Болотник осенний
- Callitriche heterophylla Pursh — Болотник разнолистный
- Callitriche japonica Engelm. ex Hegelm. — Болотник японский
- Callitriche longipedunculata Morong — Болотник длинноцветоножковый
- Callitriche marginata Torr. — Болотник окаймлённый
- Callitriche muelleri Sond. — Болотник Мюллера
- Callitriche occidentalis Hegelm. — Болотник западный
- Callitriche oreophila Schotsman — Болотник горолюбивый
- Callitriche palustris L. typus[4] — Болотник болотный
- Callitriche stagnalis Scop. — Болотник прудовой
- Callitriche terrestris Raf. — Болотник наземный
- Callitriche transvolgensis Tzvelev — Болотник заволжский
- Callitriche truncata Guss. — Болотник усечённый
- Callitriche vulcanicola Schotsman — Болотник вулканический

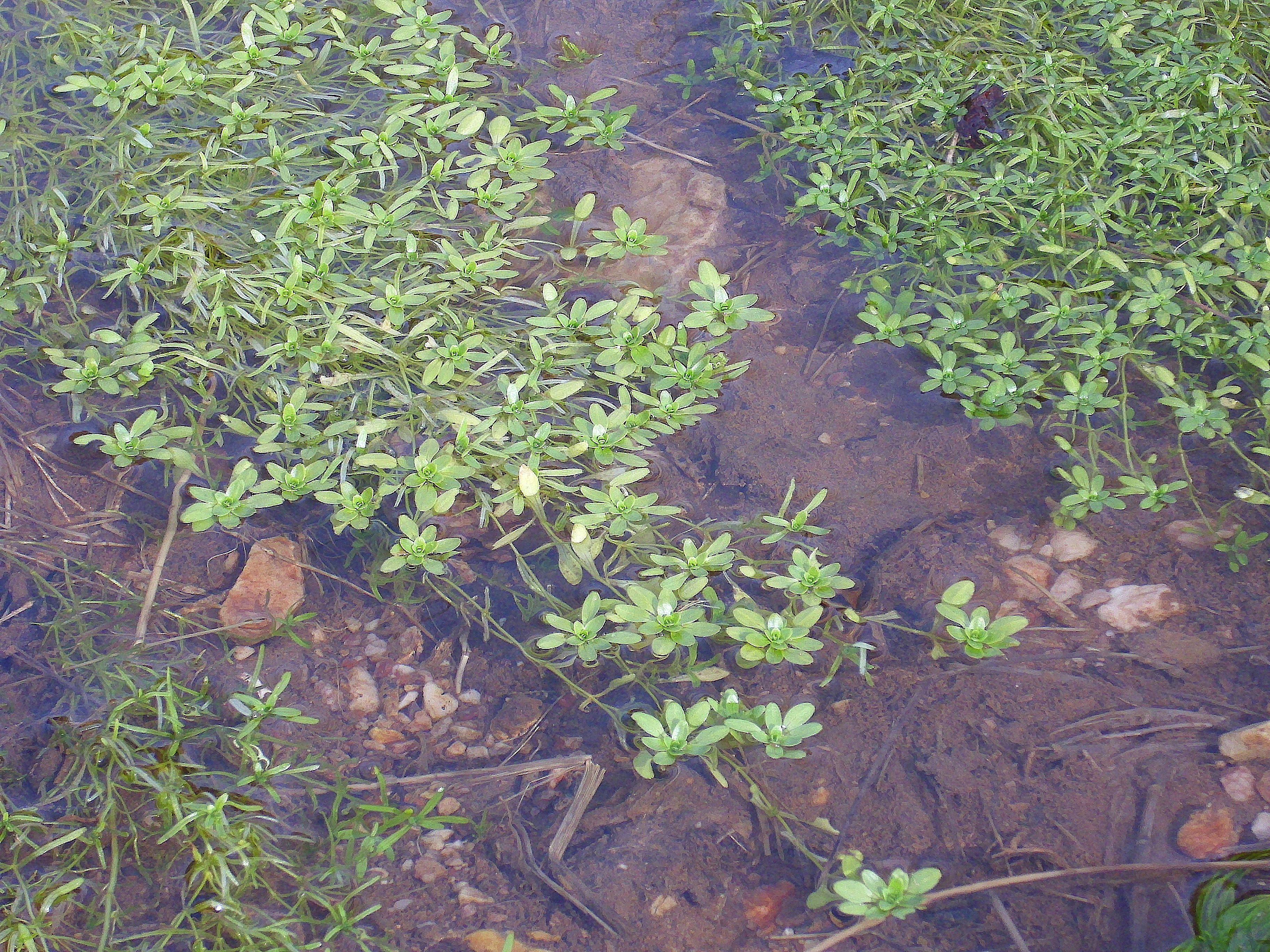
Callitriche brutia
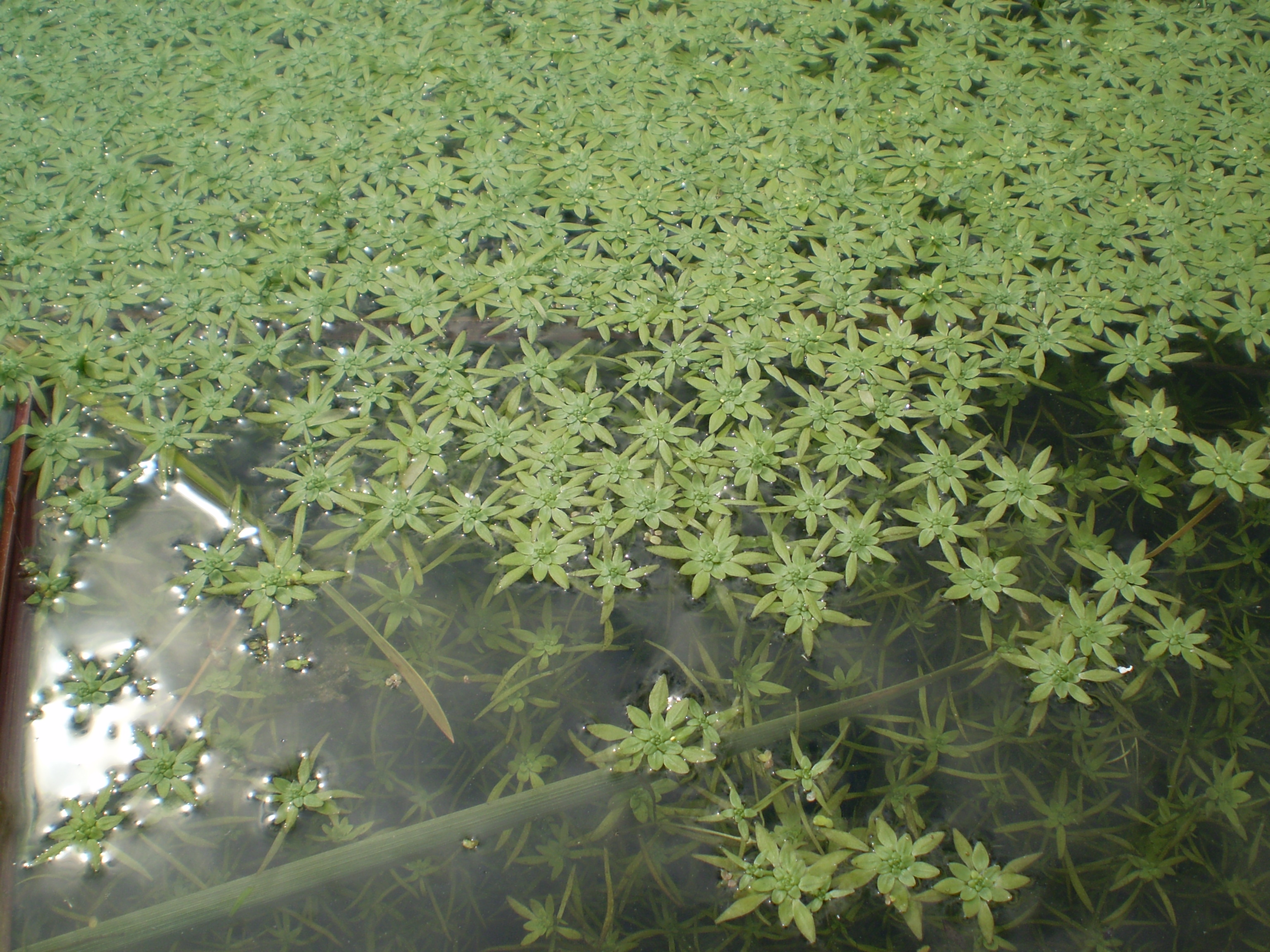
Болотник короткоплодный (Callitriche cophocarpa)
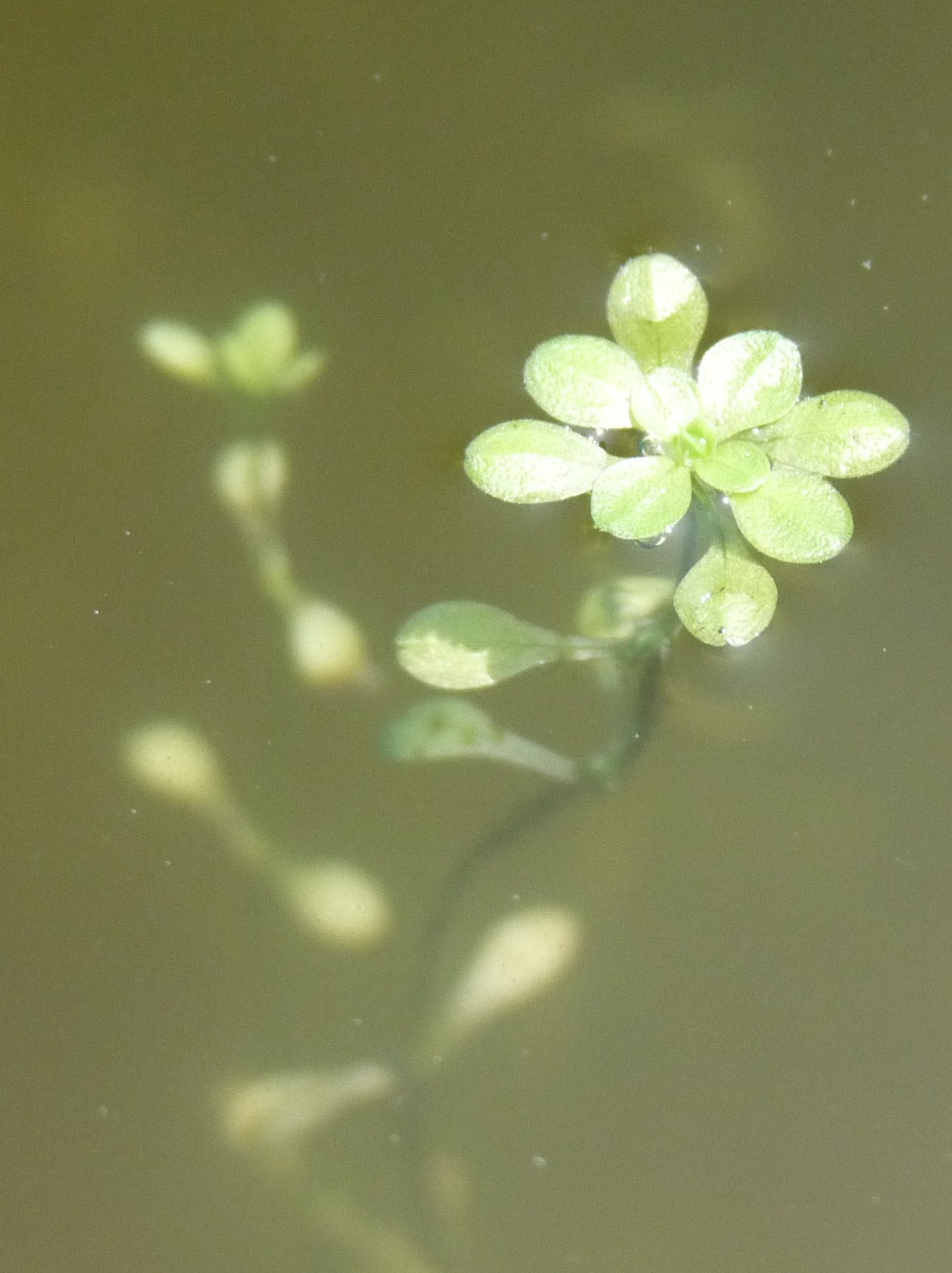
Болотник японский (Callitriche japonica)
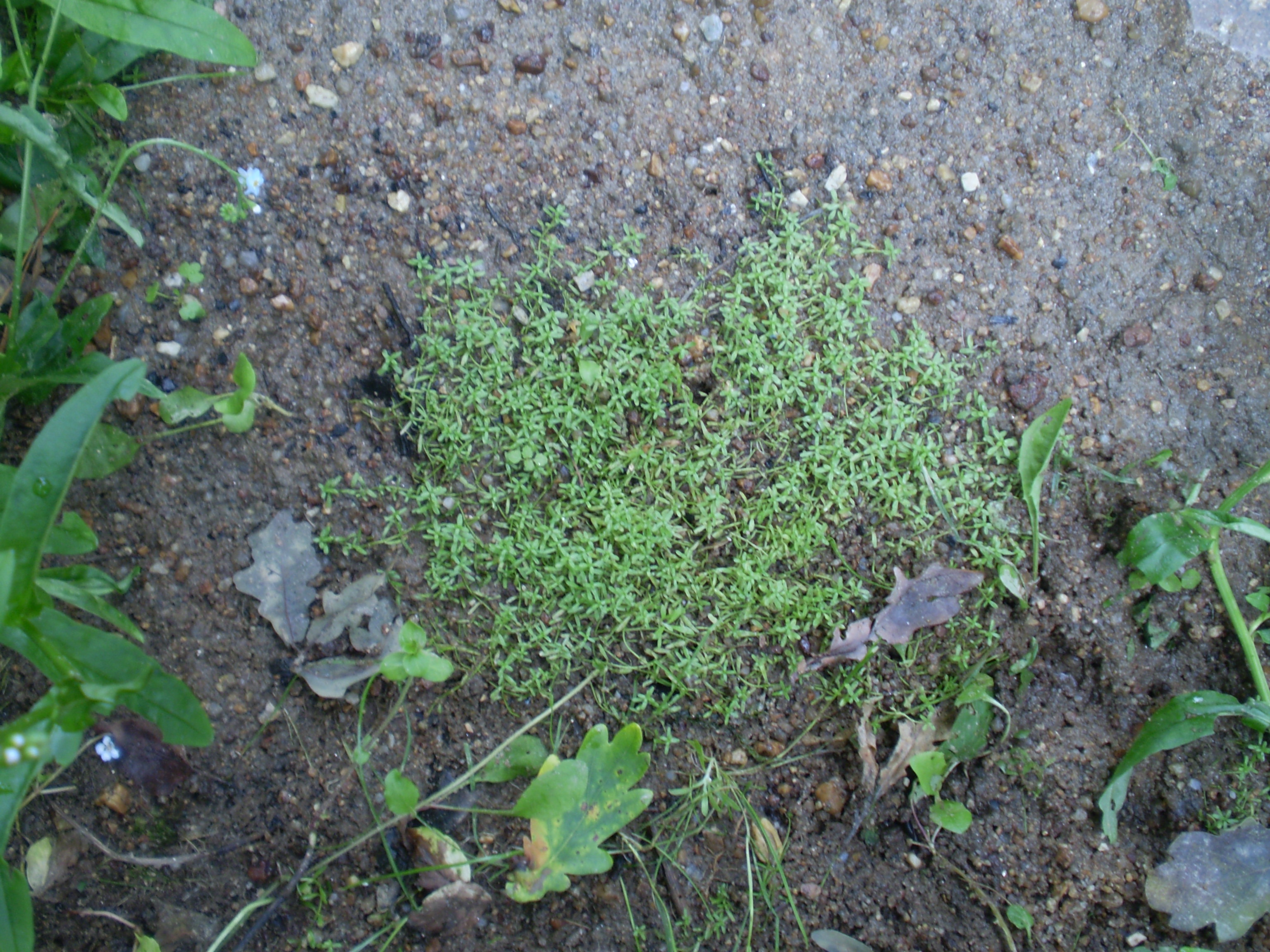
Болотник крючковатый (Callitriche hamulata)
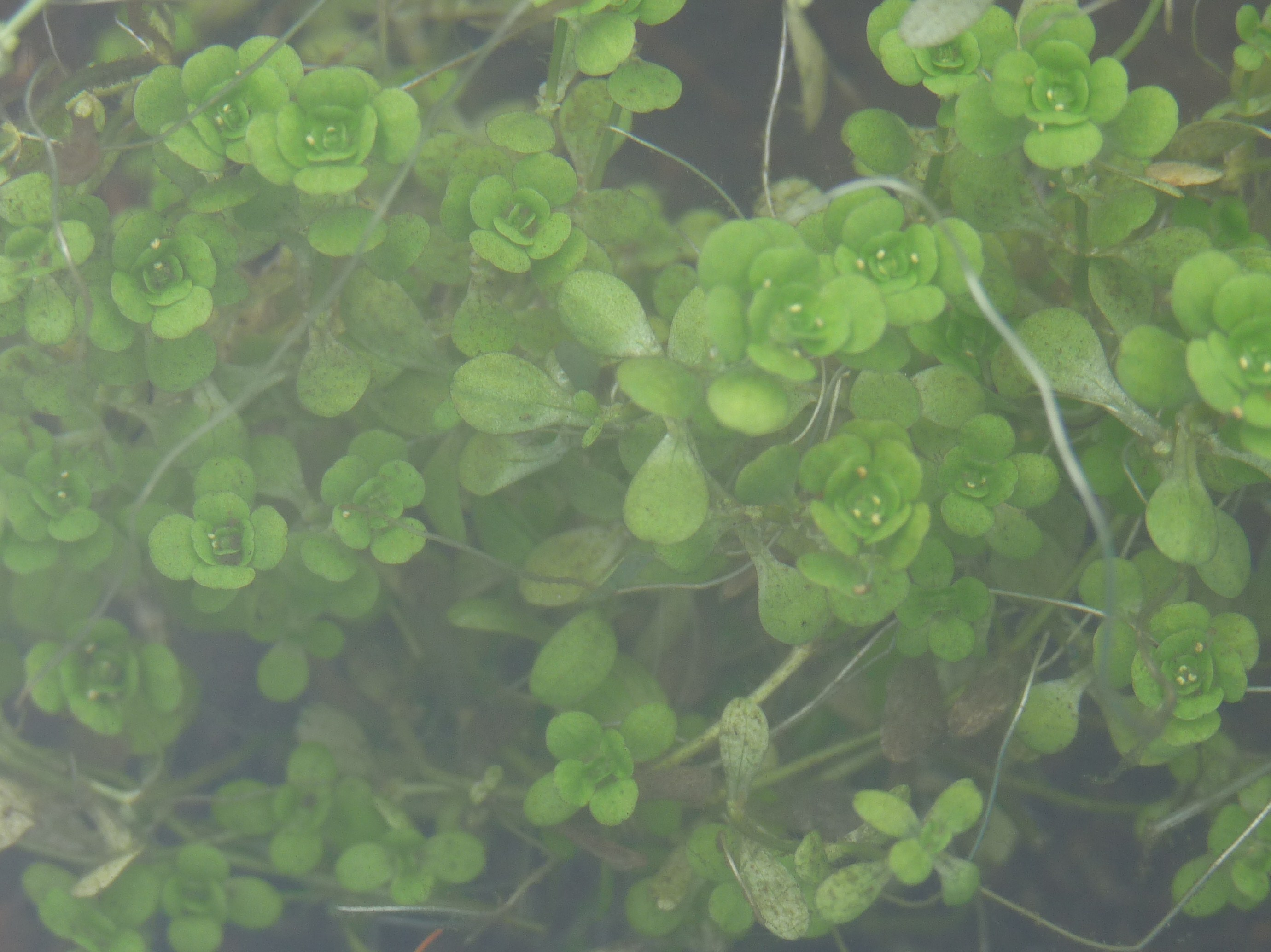
Болотник болотный (Callitriche palustris)